# Poprad
Poprad (tiếng Đức: Deutschendorf, tiếng Hungary: Poprád) là một thành phố Slovakia. Thành phố Poprad có diện tích km2. Thành phố có dân số 55.042 người (thời điểm ngày 31 tháng 12 năm 2006). Đây là thành phố lớn thứ 10 của Slovakia theo dân số năm 2006. Dân số vùng đô thị khoảng 100.000 người.
Poprad nằm ở miền bắc Slovakia ở dưới chân của dãy núi Tatra cao nổi tiếng với trung tâm lịch sử của nó đẹp như tranh vẽ và là một khu nghỉ mát. Nó là thành phố lớn nhất của khu vực Spiš.
Sân bay Poprad-Tatry là một sân bay quốc tế nằm ngay bên ngoài thành phố. Poprad cũng là điểm khởi đầu của đường sắt điện Tatra (được biết đến trong Tiếng Slovak như Tatranská elektrická železnica), một tuyến đường sắt khổ hẹp kết nối những khu nghỉ mát trong Tatras cao với nhau và với Poprad. Tuyến xe lửa chính kết nối Poprad đến các điểm đến khác ở Slovakia và xa hơn nữa, đặc biệt, thông qua xe lửa chạy từ Poprad đến Praha ở Cộng hòa Séc.
Poprad nằm ở độ cao 672 mét (2.205 ft) trên mực nước biển và bao phủ một diện tích 63 km vuông (24,3 sq mi) [1] Nó nằm ở phía đông bắc Slovakia, khoảng 110 km (68 dặm) từ Košice và 330 km (205 dặm) từ Bratislava (bằng đường bộ).

## Dân số
| Năm            | 1994   | 2004   | 2014   | 2024   |
| -------------- | ------ | ------ | ------ | ------ |
| Số lượng người | 54.803 | 55.404 | 52.316 | 48.352 |
| Sự khác biệt   |        | +1,09% | −5,57% | −7,57% |

| Năm            | 2023   | 2024   |
| -------------- | ------ | ------ |
| Số lượng người | 48.741 | 48.352 |
| Sự khác biệt   |        | −0,79% |